# کلنکن
کلنکن (نام علمی: Kelenken) یک سرده از پرندگان بی‌پرواز منقرض‌شده است که حدود ۱۵ میلیون سال در پاتاگونیا آرژانتین می‌زیست. از این سرده تنها یک گونه با نام کلنکن جویلرموی شناسایی‌شده که بقایای آن در سال ۱۹۹۹ میلادی کشف و در سال ۲۰۰۷ میلادی نیز نام‌گذاری و توصیف شد. نام کلنکن برگرفته از نام یک دیو در افسانه‌های مردم بومی پاتاگونیا است.

## طبقه‌بندی
کلنکن به خانواده‌ای از پرندگان بی‌پرواز گوشت‌خوار به نام دهشت‌مرغان تعلق داشت. این خانواده که از خویشاوندان نزدیک کاکلیهای امروزی بودند در اوایل پالئوسن و پس از رویداد انقراض کرتاسه-پالئوژن به وجود آمدند و توانستند جای خالی دایناسورهای گوشت‌خوار بزرگ را در اکوسیستم آمریکای جنوبی پر کنند. این پرندگان طی میلیون‌ها سال شکارچیان مسلط بر آمریکای جنوبی محسوب می‌شدند و سرانجام در جریان تبادل بزرگ آمریکا و ورود گوشت‌خوارسانان به آمریکای جنوبی در اثر رقابت با آن‌ها منقرض شدند.

## توصیف

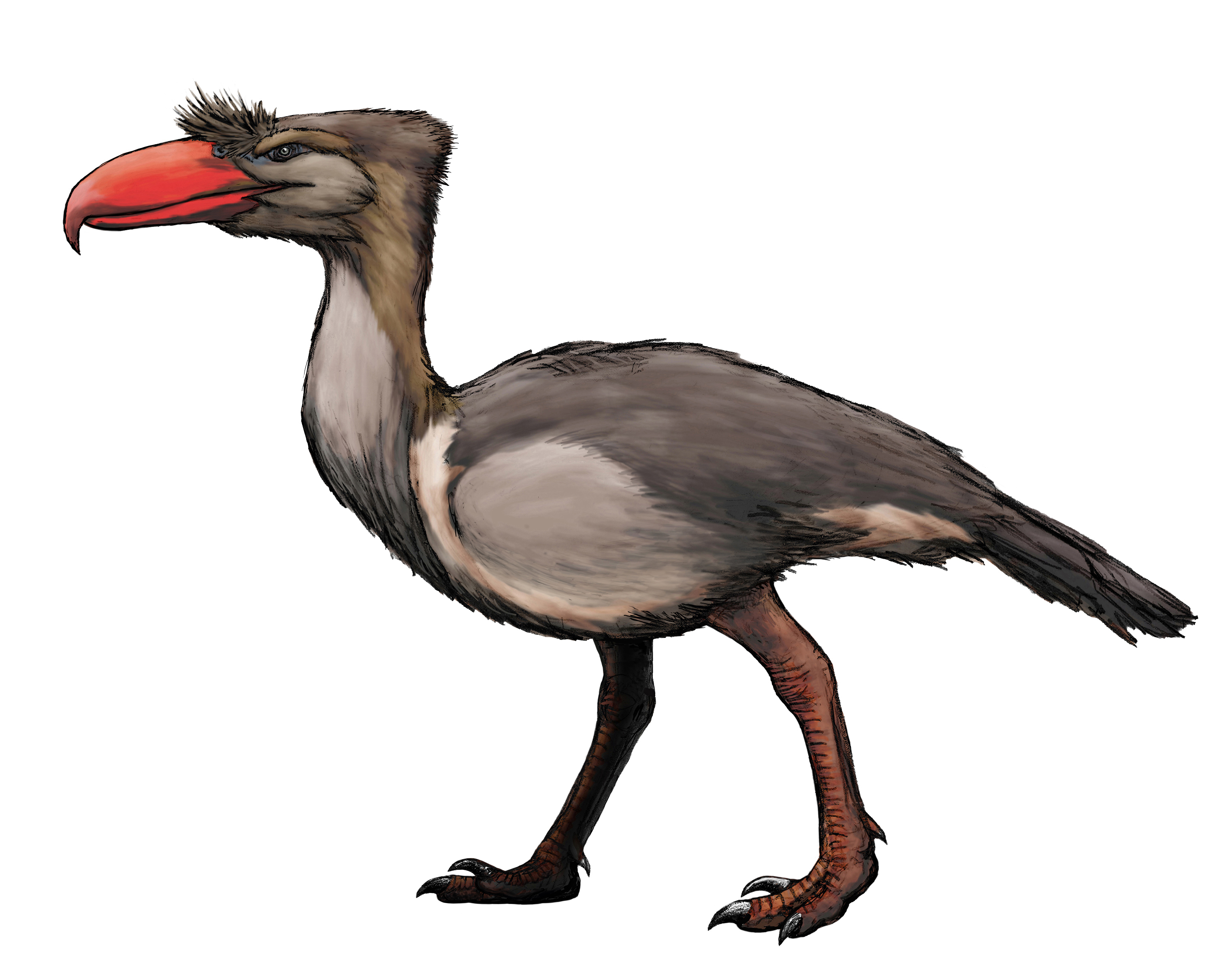
انگاشت هنری از پیکر کلنکن جویلرموی

کلنکن بزرگ‌ترین عضو شناخته شده خانواده دهشت‌مرغان و یکی از بزرگ‌ترین پرندگان تاریخ محسوب می‌شود. قد این پرنده به حدود ۳ می‌رسید و جمجمه بزرگ آن حدود ۷۱ سانتی‌متر طول داشته و بزرگ‌ترین جمجمه شناخته شده در میان تمام پرندگان تاریخ است. مانند سایر دهشت‌مرغان کلنکن نیز گوشت‌خوار بوده و احتمالاً هم یک شکارچی و هم یک مردارخوار محسوب می‌شده است. سلاح اصلی این جانور در کشتن طعمه منقار بلند و قدرتمند آن بود که حدود ۴۵٫۷ سانتی‌متر از طول جمجمه را تشکیل می‌داد. کلنکن از منقار خود احتمالاً مانند یک تبر استفاده می‌کرد و با ضربات پی در پی طعمه را از پا درمی‌آورد. احتمال دیگر این است که کلنکن طعمه را با منقار خود می‌گرفته و آنقدر آن را تکان و فشار می‌داده تا طعمه جان دهد. مشخص نیست که این جانور برای طعمه کمین می‌کرده یا با اتکا به پاهای بلند و قوی خود طعمه را در مسافت‌های طولانی تعقیب می‌کرده است.